# Aimone di Hirschau
Aimone di Hirschau (Hirschau, ... – 1100) è stato uno scrittore tedesco.
Fu autore di una Vita Wilhelmi Hirsaugiensis.